# Поляков, Виталий Владимирович
 Вита́лий Влади́мирович Поляко́в (латыш. Vitālijs Poļakovs; род. 23 февраля 1959, Рига, Латвийская ССР) — советский и латвийский хоккеист, нападающий.Мастер спорта СССР.

## Биография
Воспитанник латвийского хоккея. Начал играть в хоккей в 7 лет. Первый тренер — Улдис Опитс. В 1974 году дебютировал в республиканских соревнованиях в юношеской команде «Динамо» Рига. С 1976 года во всесоюзных соревнованиях во второй лиге в команде «Латвияс Берзс» и одновременно в высшей лиге в составе рижского «Динамо». Три сезона (1976/77—1978/79) играл параллельно в двух командах, с сезона 1979/80 играл только в «Латвияс Берзс».С 1975 по 1978 год вызывался в юношискую,юниорскую и молодёжшую сборную СССР.В 1981 году сыграл несколько игр за свердловский СКА, затем перешёл в «Динамо» Харьков. В Харькове отыграл 5 сезонов. Сезон 1986/87 провёл в таллинском «Таллэксе».
С 1991 года играл в чемпионате Латвии за ХК «Сауриеши» (1991/92), «НИКС-Брих» (1992/93—1999/00) и «Вилки ОП» (2000/01—2002/03).
Участвовал в играх сборной ветеранов Латвии.

## Статистика выступления в высшей лиге
| Легенда | Легенда                    | Легенда | Легенда                   | Легенда | Легенда    |
| ------- | -------------------------- | ------- | ------------------------- | ------- | ---------- |
| И       | Количество проведённых игр | Штр     | Штрафное время            | +/−     | Плюс-минус |
| Г       | Голы                       | П       | Голевые передачи          | О       | Очки       |
| -       | Статистика неизвестна      | —       | Статистика не учитывалась |         |            |

| Сезон                    | Команда                  | И  | Г | П | О | Штр |
| ------------------------ | ------------------------ | -- | - | - | - | --- |
| 1976/77                  | «Динамо» (Рига)          | 7  | 1 | 0 | 1 | 0   |
| 1977/78                  | «Динамо» (Рига)          | 16 | 1 | 0 | 1 | 4   |
| 1978/79                  | «Динамо» (Рига)          | 5  | 1 | 0 | 1 | 2   |
| Всего в чемпионатах СССР | Всего в чемпионатах СССР | 28 | 3 | 0 | 3 | 6   |